# Survivor Series (2005)
Survivor Series 2005 a fost ce-a de-a nouosprezecea ediție a pay-per-view-ului anual Survivor Series organizat de World Wrestling Entertainment. A avut loc pe data de 27 noiembrie 2005 în arena Joe Louis Arena din Detroit, Michigan.

## Rezultate
- Sunday Night HEAT match: Juventud l-a învins pe Simon Dean (04:10)
  - Juventud l-a numarat pe Dean dupa un "Juvi Driver".
- Booker T (însoțit de Sharmell) l-a învins pe Chris Benoit în primul meci dintr-un best of seven series (14:39)
  - Booker l-a numărat pe Benoit cu un "Roll-Up" ținându-se de corzi.
- Trish Stratus (însoțită de Mickie James)  a învinso pe Melina păstrându-și titlul WWE Women's Championship (06:30) 
  - Stratus a numărato pe Melina după un "Diving Bulldog", după o intervenție a lui Mickie.
- Triple H l-a învins pe Campionul Intercontinental Ric Flair într-un Last Man Standing match (27:01)
  - Flair nu s-a mai putut ridica de jos până la 10 după o lovitura cu barosul.
- John Cena l-a învins pe Kurt Angle (cu Daivari arbitru special) păstrându-și campionatul WWE Championship (13:56)
  - Cena l-a numărat pe Angle după un "FU".
- Theodore Long (însoțit de Palmer Canon) l-a învins pe Eric Bischoff (05:23)
  - Long l-a numărat pe Bischoff după un "Goodnight" a lui Boogeyman.
- Team SmackDown! (Batista, Bobby Lashley, John "Bradshaw" Layfield, Randy Orton și Rey Mysterio) a-u învins Team Raw (Big Show, Carlito, Chris Masters, Kane și Shawn Michaels) într-un 5-on-5 Survivor Series elimination match (24:01)
  - Orton l-a eliminat pe Michaels după un "RKO" fiind unicul supraviețuitor al meciului.
  - După meci, Undertaker și-a făcut revenirea râzbuându-se de Orton.
  - În mod original, Eddie Guerrero era parte din Team SmackDown dar a fost înlocuit de Orton din cauza decesului său câteva săptămâni înainte evenimentului.